# Séraphim Ier de Constantinople

Séraphim Ier de Constantinople  (en grec : Σεραφείμ Α΄) fut patriarche de Constantinople d'après mi-mars 1733 à fin septembre 1734.